# 정재학 (1974년)
정재학은 1974년 서울에서 태어났다. 1996년 <작가세계>를 통해 등단했으며, 시집 『어머니가 촛불로 밥을 지으신다』(2004, 민음사), 『광대 소녀의 거꾸로 도는 지구』(2008, 민음사), 『모음들이 쏟아진다』(2014, 창작과비평사), 『아빠가 시인인 건 아는데 시가 뭔야?』(2022, 문학동네) 등을 펴냈다. 박인환문학상, 한국시인협회 젊은시인상, 신동문문학상을 수상했다.  실험적인 초현실주의 시들을 주로 발표했다. 
2001년 한국외국어대학교 정치외교학과 졸업, 2005년 한양대학교 교육대학원 일반사회 교육학석사 학위를 받았다. 현재 중학교 사회과 교사로 근무 중이기도 하다.  